# Lizzo
Melissa Vivianne Jefferson (Detroit, 27 de abril de 1988), mais conhecida como Lizzo, é uma cantora, compositora e rapper norte-americana. Apesar de ter nascido em Detroit, Lizzo e sua família se mudaram para Houston quando ela tinha apenas dez anos de idade, e desde cedo ela começou a mostrar habilidades de canto, além de ter aprendido a tocar flauta. Seu nome artístico foi inspirado na canção "Izzo (H.O.V.A.)", do rapper Jay-Z. Ela estudou por um breve período na Universidade de Houston, mas teve que sair por causa da morte de seu pai e de uma grave crise econômica.
Lizzo mudou-se para a cidade de Minneapolis em 2011 em busca de uma carreira como cantora e lançou dois álbuns sob uma gravadora independente, intitulado Lizzobangers (2013) e Big Grrrl Small World (2015), que foram aclamados pela crítica e chamaram a atenção dos executivos da Atlantic Records, uma gravadora com a qual ela mais tarde assinaria um contrato. Em 2016 lançou um EP chamado Coconut Oil, com o qual ela deu uma mudança drástica em seu gênero musical, movendo-se para uma abordagem mais pop do que hip hop. Em 2019, Lizzo começou a ganhar conhecimento graças ao seu single "Juice", que foi sua primeira música a entrar na Billboard Hot 100. Além disso, ela lançou seu terceiro álbum, Cuz I Love You, que alcançou o sexto lugar na Billboard 200. Graças a um meme do TikTok, seu single "Truth Hurts", lançado originalmente em 2017, tornou-se um sucesso e subiu nas paradas para o número um na Billboard Hot 100. As faixas anteriores da artista também estavam ganhando popularidade, entre elas "Good as Hell", que alcançou o número três na parada e o número dez em outros países do mundo.
Lizzo recebeu oito indicações no 62º Grammy Awards, recebendo o maior número de nomeações naquele ano, incluindo Álbum do Ano para a versão deluxe de Cuz I Love You, Canção do Ano e Gravação do Ano por "Truth Hurts", além de Artista Revelação. Ela ganhou os prêmios de Melhor Álbum Urbano Contemporâneo, Melhor Performance Solo Pop por "Truth Hurts", e Melhor Performance Tradicional de R&B por "Jerome".
Além de cantar e fazer rap, Lizzo também é atriz; ela dublou Lydia no filme de animação UglyDolls (2019) e apareceu no filme de comédia-drama Hustlers (2019). Em 2019, a Time nomeou Lizzo como "Artista do Ano" por sua ascensão meteórica e contribuição para a música.

## Biografia

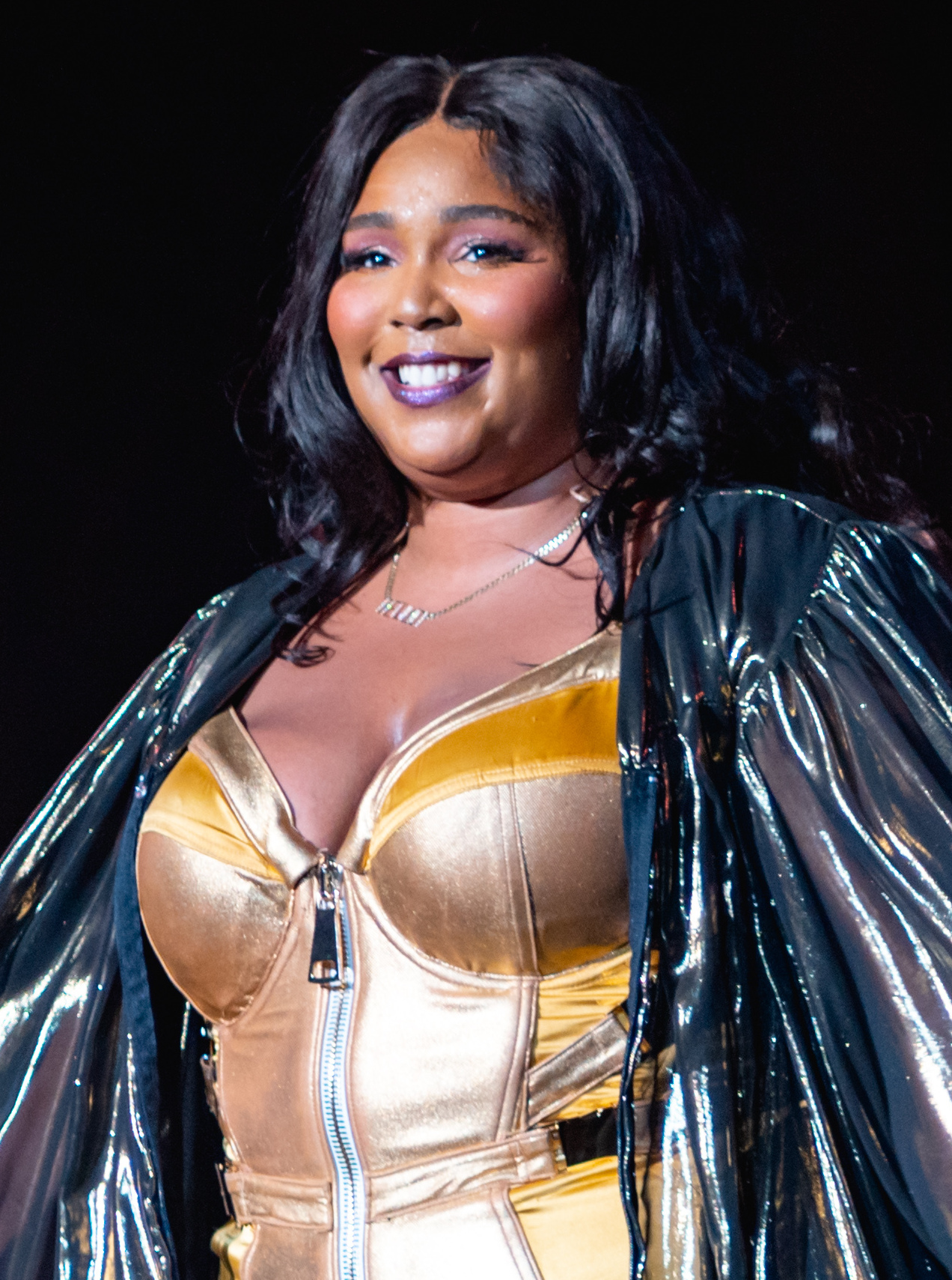
Lizzo em 2019.

Melissa Vivianne Jefferson nasceu em 27 de abril de 1988, em Detroit, Michigan, e com seus dez anos, se mudou para Houston, Texas. Aos 14 anos, ela formou seu primeiro grupo musical chamado Cornrow Clique com seus amigos, que era focado em instrumentos, como flauta. Nesse momento, ela adquiriu o apelido "Lizzo", uma variante de "Lissa", e inspirada na canção "Izzo (H.O.V.A.)", do rapper Jay-Z. Após o fim do grupo, foi estudar música clássica com foco em flauta na Universidade de Houston, porém aos 21 anos, após o falecimento de seu pai, abandonou a faculdade para tentar entrar na indústria musical. Durante este tempo, a artista revelou que dormia em seu carro, já que ela não tinha mais direito de dormir em seu dormitório. Em 2011, Lizzo se muda para Minneapolis, Minnesota, a fim de tentar uma chance na carreira musical.

### Acusações de assédio
Em agosto de 2023, três ex-dançarinos denunciaram Lizzo por Agressão, cárcere ilegal, discriminação violenta à pessoa com deficiência, Assédio sexual, religioso e racial, além de afirmarem que a artista criou um ambiente de trabalho hostil e gordofóbico. Após a divulgação das acusações, uma ex-diretora criativa de Lizzo e outro ex-dançarino da equipe prestaram apoio aos demandantes, confirmando que ambos tiveram experiências semelhantes ao trabalhar com a artista.
A cineasta Sophia Nahli Allison também prestou apoio aos dançarinos. Ela havia viajado com Lizzo e sua equipe em 2019 para a gravação de um documentário que, posteriormente, teve sua realização cancelada. Sophia escreveu: "Eu testemunhei o quão arrogante, egoísta e deselegante ela é... e ler essas denúncias me fez perceber o quão perigosa estava a situação."
Lizzo negou todas as acusações, dizendo que elas são "difíceis de acreditar".
Em 10 de agosto de 2023, outros seis ex-funcionários confirmaram as acusações.
Dois dias depois, Lizzo foi retirada da lista de opções para apresentação no show de intervalo do super bowl.

## Discografia
- Lizzobangers (2013)
- Big Grrrl Small World (2015)
- Cuz I Love You (2019)
- Special (2022)

## Turnês
Oficiais
- Good as Hell Tour (2017)[12]
- Cuz I Love You Tour (2019)[13]
- Cuz I Love You Too Tour (2019)[14]
- The Special Tour (2022)

Apoio
- Haim – Sister Sister Sister Tour (2018)
- Florence and the Machine – High as Hope Tour (2018)